# Liste der Baudenkmale in Hilter am Teutoburger Wald
In der Liste der Baudenkmale in Hilter am Teutoburger Wald sind alle Baudenkmale der niedersächsischen Gemeinde Hilter am Teutoburger Wald mit den Ortschaften Hilter mit Natrup sowie Allendorf, Borgloh-Wellendorf, Ebbendorf, Eppendorf, Hankenberge und Uphöfen aufgelistet. Die Quelle der Baudenkmale ist der Denkmalatlas Niedersachsen. Der Stand der Liste ist der 11. Dezember 2024.
Der Denkmalatlas ist in diesem Bereich noch nicht vollständig und wird in Zukunft weiter ausgebaut.

## Allgemein
In den Spalten befinden sich folgende Informationen:
- Lage: die Adresse des Baudenkmales und die geographischen Koordinaten. Kartenansicht, um Koordinaten zu setzen. In der Kartenansicht sind Baudenkmale ohne Koordinaten mit einem roten Marker dargestellt und können in der Karte gesetzt werden. Baudenkmale ohne Bild sind mit einem blauen Marker gekennzeichnet, Baudenkmale mit Bild mit einem grünen Marker.
- Bezeichnung: Bezeichnung des Baudenkmales
- Beschreibung: die Beschreibung des Baudenkmales. Unter § 3 Abs. 2 NDSchG werden Einzeldenkmale und unter § 3 Abs. 3 NDSchG Gruppen baulicher Anlagen und deren Bestandteile ausgewiesen.
- ID: die Objekt-ID des Baudenkmales
- Bild: ein Bild des Baudenkmales, ggf. zusätzlich mit einem Link zu weiteren Fotos des Baudenkmals im Medienarchiv Wikimedia Commons. Wenn man auf das Kamerasymbol klickt, können Fotos zu Baudenkmalen aus dieser Liste hochgeladen werden:

## Hilter

### Gruppe: Hof Kleine mit Gaststätte Allemeyer
Die Gruppe „Hof Kleine mit Gaststätte Allemeyer“ umfasst die Hofanlage mit ihrem Gaststättenbetrieb. Die Gruppe hat die ID 35493964.

| Lage                                      | Bezeichnung              | Beschreibung | ID       | Bild |
| ----------------------------------------- | ------------------------ | --- | -------- | ---- |
| Am Kirchplatz 1 52° 8′ 21″ N, 8° 8′ 43″ O | Wohn-/Wirtschaftsgebäude | Das Vierständer-Hallenhaus wurde um 1900 als Gebäude aus Bruchstein errichtet und 1935 aufgestockt. Das Gebäude steht unter einem Walmdach. | 35493852 | BW   |
| Am Kirchplatz 1 52° 8′ 21″ N, 8° 8′ 43″ O | Stall                    | Der Stall wurde Ende des 19. Jahrhunderts aus Werkstein errichtet.                                                                          | 35493913 | BW   |
| Am Kirchplatz 1 52° 8′ 21″ N, 8° 8′ 43″ O | Wagenschauer/Remise      | Der Wagenschauer wurde Ende des 19. Jahrhunderts mit Werksteinmauer zur Straße hin errichtet.                                               | 35493937 | BW   |

### Gruppe: Hof Springmeier, ehem. Gerding
Die Gruppe „Hof Springmeier, ehem. Gerding“ umfasst die Hofanlage mit ihrer Einfriedung aus Bruchstein. Die Gruppe hat die ID 33802254.

| Lage                                    | Bezeichnung              | Beschreibung                                                                          | ID       | Bild |
| --------------------------------------- | ------------------------ | ------------------------------------------------------------------------------------- | -------- | ---- |
| Gravestraße 9 52° 8′ 15″ N, 8° 8′ 37″ O | Wohn-/Wirtschaftsgebäude | Das Vierständer-Hallenhaus von 1866 zeigt verputzte Bruchsteinmauerwände.             | 33796388 | BW   |
| Gravestraße 9 52° 8′ 16″ N, 8° 8′ 36″ O | Stall                    | Der Stall teilweise in Fachwerk und teilweise aus Bruchstein wurde um 1900 errichtet. | 33797991 | BW   |
| Gravestraße 9 52° 8′ 17″ N, 8° 8′ 38″ O | Wagenschauer/Remise      | Um 1870 errichtetes Gebäude teilweise in Fachwerk, teilweise in Bruchstein.           | 33798007 | BW   |

### Gruppe: Hof Nieder-Wellhörner
Die Gruppe „Hof Nieder-Wellhörner“ umfasst die Hofanlage mit einem parkartigen Garten. Die Gruppe hat die ID 33799690.

| Lage                                    | Bezeichnung              | Beschreibung | ID       | Bild |
| --------------------------------------- | ------------------------ | --- | -------- | ---- |
| Grüner Weg 14 52° 8′ 12″ N, 8° 9′ 30″ O | Wohn-/Wirtschaftsgebäude | Das 1912 errichtete Gebäude besteht aus einem Wirtschaftsteil mit Längsdurchfahrt und einem rechtwinklig angebauten Wohnteil mit Mittelrisalit, jeweils unter einem Krüppelwalmdach. | 33796291 | BW   |
| Grüner Weg 14 52° 8′ 12″ N, 8° 9′ 32″ O | Wirtschaftsgebäude       | 1912 errichtetes Wirtschaftsgebäude, teilweise in Bruchstein, teilweise in Backstein, unter einem Krüppelwalmdach.                                                                   | 33797506 | BW   |

### Gruppe: ehemaliges Gut Hartmann
Die Gruppe „ehemaliges Gut Hartmann“ umfasst eine nichtadelige Gutsanlage (zunächst Kerckmann, dann ab dem 16. Jahrhundert Hartmann). Die Gruppe hat die ID 33800714.

| Lage                                           | Bezeichnung         | Beschreibung | ID       | Bild           |
| ---------------------------------------------- | ------------------- | --- | -------- | -------------- |
| Osnabrücker Straße 1 52° 8′ 24″ N, 8° 8′ 45″ O | Herrenhaus          | Das 1752 errichtete massive eingeschossige Gebäude mit Zwerchhaus unter einem Walmdach. Umbauten erfolgten 1950. Eine Gesamtrenovierung 1978 bis 1979. Heute wird das Gebäude als Rathaus genutzt. | 33796337 | Weitere Bilder |
| Zum Schoppenbusch 2 52° 8′ 23″ N, 8° 8′ 44″ O  | Wirtschaftsgebäude  | 1755 errichtetes eingeschossiges massives Gebäude unter einem Krüppelwalmdach. 1980 erfolgte ein Umbau als Verwaltungsgebäude.                                                                     | 33797832 | BW             |
| Zum Schoppenbusch 2 52° 8′ 23″ N, 8° 8′ 44″ O  | Wagenschauer/Remise | 1920 errichtetes massives Gebäude mit vermauerter Toreinfahrt. | 33797815 | BW             |

### Einzeldenkmale
| Lage                                             | Bezeichnung              | Beschreibung | ID       | Bild           |
| ------------------------------------------------ | ------------------------ | --- | -------- | -------------- |
| Münsterstraße 1 52° 8′ 21″ N, 8° 8′ 41″ O        | Kirche                   | Die neogotische evangelische Kirche Johannes-der-Täufer-Kirche Hilter wurde als erstes Kirchprojekt von Conrad Wilhelm Hase entworfen und ab 1856 als Emporenkirche realisiert. Der Westturm, der im 13. Jahrhundert errichtet wurde, wurde erhöhte. 1859 folgte die Weihe. Der Kronleuchter ist von 1670 | 33796306 | Weitere Bilder |
| Münsterstraße 1 52° 8′ 20″ N, 8° 8′ 41″ O        | Kirchhof                 | Der Kirchhof und sein alter Baumbestand wird durch eine Bruchsteinmauer nach Norden eingefriedet. | 35493377 | BW             |
| Münsterstraße 5 52° 8′ 9″ N, 8° 8′ 1″ O          | Speicher                 | 1785 auf dem Hof Niemeyer errichteter zweigeschossiger Fachwerkspeicher unter einem Satteldach. | 33796321 | BW             |
| Bielefelder Straße 11b 52° 8′ 17″ N, 8° 8′ 52″ O | Wohn-/Wirtschaftsgebäude | Vom 1656 errichteten Zweiständer-Hallenhaus (Haus Blume) ist lediglich der zweifach vorkragende Wirtschaftsgiebel unter einem Satteldach erhalten. Der Wohnteil ist durch ein zweigeschossiges quergestelltes Wohngebäude aus Backstein unter einem Halbwalmdach 1927 ersetzt worden.                     | 33796228 | BW             |
| Bielefelder Straße 11d 52° 8′ 19″ N, 8° 8′ 52″ O | Wohn-/Wirtschaftsgebäude | Das Vierständer-Hallenhaus wurde 1804 errichtet und dient heute Geschäfts- und Wohnzwecken. | 33796244 | BW             |
| Erkings Hof 7 52° 8′ 15″ N, 8° 8′ 42″ O          | Wohn-/Wirtschaftsgebäude | Das Vierständer-Hallenhaus von 1838 wurde für den Hof Erking unter einem Satteldach errichtet. | 33796259 | BW             |
| Gravestraße 1 52° 8′ 19″ N, 8° 8′ 46″ O          | Wohn-/Wirtschaftsgebäude | Das 1843 errichtete Fachwerkgebäude mit einer Quereinfahrt wurde für den Hof Sandau unter einem Krüppelwalmdach erbaut und im Erdgeschoss umgebaut. | 35502492 | BW             |
| Osnabrücker Straße 5 52° 8′ 25″ N, 8° 8′ 48″ O   | Glockenturm              | 1917 für die Marmeladenfabrik Hartmann errichteter massiver fünfgeschossiger Turm mit drei Werksteingeschossen und zwei verputzten Geschossen unter einem Walmdach mit Dachreiter | 33796370 | BW             |
| Osnabrücker Straße 52° 8′ 58″ N, 8° 9′ 15″ O     | Kriegerdenkmal           | 1928 errichtetes achteckiges Monument aus Kalksandstein für die Gefallenen des Ersten Weltkrieges. | 33796275 | BW             |

### Ehemalige Gruppe: Hof Westing
Die Gruppe „Hof Westing“ besteht aus dem Mitte des 19. Jahrhunderts errichteten Wohn-/Wirtschaftsgebäude sowie drei weiteren Backsteinbauten aus der Zeit von 1920 bis 1970. Die Gruppe hat die ID 48477014. Wegen der Veränderungen und dem mangelnden Denkmalwert der Backsteinbauten wurde die Hofanlage ab 1985 nicht mehr im Verzeichnis der Denkmale geführt.

| Lage                                          | Bezeichnung              | Beschreibung | ID       | Bild |
| --------------------------------------------- | ------------------------ | --- | -------- | ---- |
| Gravestraße 11, 11A 52° 8′ 18″ N, 8° 8′ 38″ O | Wohn-/Wirtschaftsgebäude | 1836 wurde das Vierständer-Hallenhaus unter einem Satteldach errichtet. Der Wirtschaftsgiebel kragt zweifach vor. Um 1890 wurde der Wohnteil ersetzt. | 35502475 | BW   |

### Ehemalige Denkmale
| Lage                                                  | Bezeichnung              | Beschreibung | ID       | Bild |
| ----------------------------------------------------- | ------------------------ | --- | -------- | ---- |
| Am Damm 4 52° 8′ 15″ N, 8° 8′ 42″ O                   | Wohn-/Wirtschaftsgebäude | Das Vierständer-Hallenhaus war 1822 auf dem Hof Rosemann unter einem Satteldach errichtet worden. Der villenähnliche zweigeschossige Wohnhausanbau unter einem Walmdach erfolgte um 1930. Der Wirtschaftsgiebel kragte zweifach vor. 2011 brannte das Gebäude ab, wurde abgebrochen und nachfolgend aus dem Denkmalverzeichnis gestrichen.                                                                                             | 33796354 | BW   |
| Am Kirchplatz 4 52° 8′ 20″ N, 8° 8′ 40″ O             | Wohnhaus                 | 1840 als Pfarrhaus errichtetes eingeschossiges massives Gebäude unter einem Halbwalmdach, das 1955 umgebaut wurde. Rechtwinklig dazu wurde ein zweigeschossiges Wohngebäude angebaut. Seit 1982 wegen der Veränderungen nicht mehr im Denkmalverzeichnis geführt. | 35505133 | BW   |
| Bielefelder Straße 3, 5, 5A 52° 8′ 20″ N, 8° 8′ 48″ O | Hofanlage                | Die Hofanlage wurde um 1840 bis 1850 für den Hof Tiemann errichtet. Das Wohn-/Wirtschaftsgebäude wurde als Vierständerbau-Hallenhaus eingerichtet und als Wohngiebel zweigeschossig aus geführt. Sowohl der Wirtschaftsgiebel als auch der Wohnbereich wurden erheblich umgebaut. Zugehörig ist eine Scheune (Hausnummer 3). Wegen der erheblichen Veränderungen wurde die Hofanlage ab 1982 nicht mehr im Denkmalverzeichnis geführt. | 47198831 | BW   |
| Gravestraße 3 52° 8′ 18″ N, 8° 8′ 41″ O               | Wohn-/Wirtschaftsgebäude | Nach einem Brand soll das Gebäude zwischen 1820 und 1830 als Hallenhaus unter einem Walmdach errichtet worden. Insbesondere der Wohnteil wurde vollständig durch ein zweigeschossiges Gebäude unter einem Walmdach um 1935 ersetzt. | 35488899 | BW   |
| Osnabrücker Straße 3-5 52° 8′ 26″ N, 8° 8′ 47″ O      | Fabrik                   | Die Marmeladenfabrik Hartmann bestand aus zwei rechtwinklig zueinanderstehenden Wirtschaftsgebäuden, die im ausgehenden 17. und 18. Jahrhundert am Rande des Guts Hartmann jeweils unter Satteldächern erbaut wurden. Wegen der Veränderungen wurden diese schon 1985 nicht mehr im Denkmalverzeichnis geführt. Von den Gebäuden ist lediglich ein Bauwerk am Glockenturm erhalten.                                                    | 48478516 | BW   |
| Voßbrook 7 52° 8′ 24″ N, 8° 7′ 57″ O                  | Wohn-/Wirtschaftsgebäude | 1863 wurde das Doppelheuerhaus für den Hof Niemeyer als aneinandergesetzte Querdielenhäuser errichtet. Wegen der Veränderungen wurde das Gebäude schon 1982 nicht mehr im Denkmalverzeichnis geführt. | 38819957 | BW   |

## Hilter-Natrup

### Gruppe: Grenzsteinkette
Die Gruppe „Grenzsteinkette“ umfasst den Grenzverlauf des Forstbezirks um den Kleinen und Großen Freeden mit Datierungen von 1767 bis 1782. Es handelt sich um die Abmarkung der Besitzungen der Osnabrücker Fürstbischöfe und des Klosters Iburg. Die Gruppe hat die ID 48917812.

| Lage                      | Bezeichnung | Beschreibung             | ID       | Bild |
| ------------------------- | ----------- | ------------------------ | -------- | ---- |
| 52° 9′ 30″ N, 8° 6′ 57″ O | Grenzstein  | Der Grenzstein P80/F-O-1 | 48917150 | BW   |
| 52° 9′ 32″ N, 8° 6′ 55″ O | Grenzstein  | Der Grenzstein P91/F-O-3 | 48917279 | BW   |
| 52° 9′ 34″ N, 8° 6′ 46″ O | Grenzstein  | Der Grenzstein P88/F-O-2 | 48917457 | BW   |
| 52° 9′ 36″ N, 8° 7′ 0″ O  | Grenzstein  | Der Grenzstein P92/F-O-4 | 48917494 | BW   |
| 52° 9′ 32″ N, 8° 7′ 1″ O  | Grenzstein  | Der Grenzstein P93/F-O-5 | 48917535 | BW   |
| 52° 9′ 30″ N, 8° 7′ 3″ O  | Grenzstein  | Der Grenzstein P94/F-O-6 | 48917583 | BW   |
| 52° 9′ 30″ N, 8° 7′ 6″ O  | Grenzstein  | Der Grenzstein P95/F-O-7 | 48917633 | BW   |
| 52° 9′ 29″ N, 8° 7′ 9″ O  | Grenzstein  | Der Grenzstein P96/F-O-8 | 48917682 | BW   |

### Einzeldenkmale
| Lage                                         | Bezeichnung              | Beschreibung | ID       | Bild |
| -------------------------------------------- | ------------------------ | --- | -------- | ---- |
| Freedenweg 15 52° 8′ 54″ N, 8° 7′ 40″ O      | Wohn-/Wirtschaftsgebäude | Das Vierständer-Hallenhaus wurde in der zweiten Hälfte des 19. Jahrhunderts auf dem Hof Larmann errichtet, dessen Kern um 1770 erbaut wurde. Kaminsteine zeigen die Inschrift 1857. Ein weiterer Pfosten 1858. Auf der Diele lautet die Inschrift auf 1896. | 33796420 | BW   |
| Freedenweg 35 52° 9′ 7″ N, 8° 6′ 59″ O       | Wohn-/Wirtschaftsgebäude | Das Vierständer-Hallenhaus wurde 1860 mit Außenwänden aus verputztem Bruchstein auf dem Hof Meyer zu Reckendorf errichtet. | 33796436 | BW   |
| Im Erlenbruch 10 52° 8′ 56″ N, 8° 6′ 52″ O   | Wohn-/Wirtschaftsgebäude | Das Vierständer-Hallenhaus wurde 1835 auf dem Hof Redemeyer errichtet. Wohn- und Wirtschaftsgiebel kragen jeweils zweifach vor. | 33796452 | BW   |
| Natruper Straße 31 52° 8′ 36″ N, 8° 7′ 50″ O | Wohn-/Wirtschaftsgebäude | Das Vierständer-Hallenhaus wurde 1858 auf dem Hof Nentrup errichtet. | 33796468 | BW   |

### Ehemalige Gruppe: Hof Sittermann
Die Gruppe „Hof Sittermann“ war eine Hofanlage von Wohn-/Wirtschaftsgebäude (1901), Scheune (1883), Stall und Wagenschauer (1930 und 1960) sowie einem Speicher (1703). Die Gruppe wurde wegen ihrer Veränderungen ab 1985 nicht mehr im Denkmalverzeichnis geführt. Der Speicher wurde später abgebrochen. Die Gruppe hatte die ID 48481711.

| Lage                                         | Bezeichnung | Beschreibung | ID       | Bild |
| -------------------------------------------- | ----------- | --- | -------- | ---- |
| Remseder Straße 21 52° 7′ 46″ N, 8° 7′ 37″ O | Speicher    | Der zweigeschossige Fachwerkspeicher von 1703, der 1840 erweitert wurde, wurde um 1985 abgebrochen und dann aus dem Denkmalverzeichnis gestrichen. | 35513865 | BW   |

### Ehemalig Baudenkmale
| Lage                                         | Bezeichnung              | Beschreibung | ID       | Bild |
| -------------------------------------------- | ------------------------ | --- | -------- | ---- |
| Natruper Straße 54 52° 8′ 36″ N, 8° 7′ 50″ O | Wohn-/Wirtschaftsgebäude | Das Zweiständer-Hallenhaus wurde 1764 errichtet. Der Wirtschaftsgiebel kragt zweifach vor. Das Gebäude wurde mehrfach, zuletzt 2005 bis 2007, umgebaut. Wegen der Veränderungen wurde das Gebäude 2007 aus dem Denkmalverzeichnis entfernt. | 35489013 | BW   |

## Allendorf

### Gruppe: Hof Lauxtermann
Die Gruppe „Hof Lauxtermann“ umfasst die Hofanlage aus dem 19. Jahrhundert. Die Gruppe hat die ID 33819631.

| Lage                                               | Bezeichnung              | Beschreibung                                                                                   | ID       | Bild |
| -------------------------------------------------- | ------------------------ | ---------------------------------------------------------------------------------------------- | -------- | ---- |
| Allendorfer Straße 20b 52° 10′ 49″ N, 8° 13′ 47″ O | Wohn-/Wirtschaftsgebäude | 1872 war das Vierständer-Hallenhaus unter einem Satteldach errichtet worden.                   | 33796533 | BW   |
| Allendorfer Straße 20b 52° 10′ 49″ N, 8° 13′ 45″ O | Scheune                  | Die 1883 errichtete Fachwerkscheune mit Längsdurchfahrt steht unter einem Satteldach.          | 33797551 | BW   |
| Allendorfer Straße 20b 52° 10′ 49″ N, 8° 13′ 47″ O | Scheune                  | Die Fachwerkscheune mit zwei Längsdurchfahrten unter einem Satteldach wurde um 1900 errichtet. | 33797566 | BW   |
| Allendorfer Straße 20b 52° 10′ 48″ N, 8° 13′ 46″ O | Speicher                 | 1876 wurde der zweigeschossige Fachwerkspeicher errichtet.                                     | 33797581 | BW   |

### Gruppe: Hof Broxtermann
Die Gruppe „Hof Broxtermann“ umfasst die Hofanlage aus dem 19. Jahrhundert mit altem Baumbestand. Die Gruppe hat die ID 33819769.

| Lage                                   | Bezeichnung              | Beschreibung | ID       | Bild |
| -------------------------------------- | ------------------------ | --- | -------- | ---- |
| Am Rulloh 1 52° 11′ 13″ N, 8° 12′ 1″ O | Wohn-/Wirtschaftsgebäude | Das 1838 errichtete Vierständer-Hallenhaus unter einem Satteldach zeigt verputzte Bruchsteinaußenwände und erhielt um 1900 Anbauten. | 33796548 | BW   |
| Am Rulloh 1 52° 11′ 12″ N, 8° 12′ 2″ O | Scheune                  | 1855 errichtete Fachwerkscheune mit einer Längsdurchfahrt unter einem Satteldach.                                                    | 33797611 | BW   |
| Am Rulloh 1 52° 11′ 12″ N, 8° 12′ 1″ O | Scheune                  | 1843 errichtete Fachwerkscheune mit Längsdurchfahrt unter einem Satteldach.                                                          | 33797626 | BW   |
| Am Rulloh 1 52° 11′ 13″ N, 8° 12′ 2″ O | Speicher                 | Der zweigeschossige Fachwerkspeicher unter einem Satteldach wurde 1849 errichtet und ist durch Anbauten verdeckt.                    | 33797641 | BW   |
| Am Rulloh 1 52° 11′ 11″ N, 8° 12′ 2″ O | Wegekapelle              | Auf dem Hof wurde 1869 eine neogotische Kapelle errichtet.                                                                           | 33797656 | BW   |
| Am Rulloh 1 52° 11′ 13″ N, 8° 12′ 4″ O | Einfriedung              | Die Hofanlage wird zu den Seiten und zur Straße hin mit einer Bruchsteinmauer eingefriedet.                                          | 48495136 | BW   |

### Einzeldenkmale
| Lage                                              | Bezeichnung              | Beschreibung                                                                             | ID       | Bild |
| ------------------------------------------------- | ------------------------ | ---------------------------------------------------------------------------------------- | -------- | ---- |
| Zum Aubach 3 52° 10′ 55″ N, 8° 12′ 40″ O          | Speicher                 | 1849 wurde der zweigeschossige Fachwerkspeicher errichtet.                               | 33796595 | BW   |
| Allendorfer Straße 52° 10′ 58″ N, 8° 12′ 30″ O    | Wegekapelle              | 1860 errichtete massive Kapelle mit Altaraufbau darauf Marienfigur mit Jesuskind.        | 33796484 | BW   |
| Allendorfer Straße 10 52° 10′ 57″ N, 8° 12′ 37″ O | Wegekreuz                | Ende des 19. Jahrhunderts errichtetes hölzernes Kruzifix mit Ummauerung, 1929 verändert. | 35493774 | BW   |
| Allendorfer Straße 15 52° 11′ 1″ N, 8° 13′ 50″ O  | Wohn-/Wirtschaftsgebäude | Dreiständer-Hallenhaus von 1722, dessen Wirtschaftsgiebel dreifach vorkragt.             | 33796501 | BW   |
| Allendorfer Straße 15 52° 11′ 2″ N, 8° 13′ 52″ O  | Wegekreuz                | Das Kruzifix auf einem Postament wurde Anfang des 20. Jahrhunderts errichtet.            | 33796517 | BW   |
| Heilerhöfen 2 52° 10′ 36″ N, 8° 12′ 35″ O         | Speicher                 | 1771 wurde der zweigeschossige Fachwerkspeicher unter einem Satteldach errichtet.        | 33796563 | BW   |

### Ehemalige Baudenkmale
| Lage                                               | Bezeichnung              | Beschreibung | ID       | Bild |
| -------------------------------------------------- | ------------------------ | --- | -------- | ---- |
| Zum Aubach 7 52° 10′ 52″ N, 8° 12′ 39″ O           | Speicher                 | Der 1794 errichtete zweigeschossige Fachwerkspeicher wurde vor 1993 abgebrochen und dadurch aus dem Denkmalverzeichnis gestrichen.                                                                                          | 33796611 | BW   |
| Vessendorfer Straße 16 52° 10′ 32″ N, 8° 12′ 38″ O | Wohn-/Wirtschaftsgebäude | 1769 wurde das Dreiständer-Hallenhaus als Heuerhaus unter einem Satteldach errichtet. Wegen der Veränderungen wurde das Gebäude 2011 aus dem Denkmalverzeichnis entfernt.                                                   | 33796579 | BW   |
| Am Rulloh 3 52° 11′ 13″ N, 8° 12′ 8″ O             | Hofanlage                | Die im 19. Jahrhundert angelegte Hofanlage Böckmann aus Wohn-/Wirtschaftsgebäude von 1841 mit Scheune (1848) und Wagenschauer (1853) und Stall wurde wegen der Veränderungen 1985 nicht mehr im Denkmalverzeichnis geführt. | 47532464 | BW   |

## Borgloh-Wellendorf

### Gruppe: Haus Hagen
Die Gruppe „Haus Hagen“ umfasst die Gutsanlage Hagen am Südhang des Strubbergs mit dem gärtnerisch gestalteten Vorplatz. 1775 wurde die Anlage vom Domdechanten von Osnabrück erworben und zur Sommerresidenz ausgebaut. Die Gruppe hat die ID 33856694.

| Lage                                   | Bezeichnung              | Beschreibung | ID       | Bild |
| -------------------------------------- | ------------------------ | --- | -------- | ---- |
| Haus Hagen 1 52° 11′ 8″ N, 8° 9′ 43″ O | Herrenhaus               | Das 1775 eingeschossige verputzte Herrenhaus auf einem Sockelgeschoss wurde aus Bruchstein unter einem Halbwalmdach errichtet                                                                 | 33796722 | BW   |
| Haus Hagen 2 52° 11′ 9″ N, 8° 9′ 45″ O | Wohn-/Wirtschaftsgebäude | Das als Heuerhaus um 1760 errichtete Dreiständer-Hallenhaus steht unter einem Satteldach. Es wurde in Teilen als Schafstall genutzt. Wohn- und Wirtschaftsgiebel kragen jeweils zweifach vor. | 33796739 | BW   |

### Gruppe: Hof Wentrup
Die Gruppe „Hof Wentrup“ umfasste neben dem Wohn-/Wirtschaftsgebäude auch einen Speicher. Mit dem Abbruch des Speichers hörte die Gruppe auf zu existieren. Das Wohn-/Wirtschaftsgebäude ist aber weiterhin Einzeldenkmal. Die Gruppe hatte die ID 48498845.

| Lage                                       | Bezeichnung              | Beschreibung | ID       | Bild |
| ------------------------------------------ | ------------------------ | --- | -------- | ---- |
| Zum Gersberg 10 52° 10′ 55″ N, 8° 9′ 58″ O | Wohn-/Wirtschaftsgebäude | 1879 wurde das Vierständer-Hallenhaus unter einem Satteldach errichtet. | 33796904 | BW   |
| Zum Gersberg 10 52° 10′ 55″ N, 8° 9′ 59″ O | Speicher                 | 1851 wurde der zweigeschossige Speicher aus Bruchstein unter einem Satteldach mit einem Wagenschauer in der Verlängerung errichtet. Vermutlich wurde das Gebäude 1994 oder 2006 abgebrochen und dann 2009 aus dem Denkmalverzeichnis gestrichen. | 33796920 | BW   |

### Einzeldenkmale
| Lage                                                       | Bezeichnung              | Beschreibung | ID       | Bild |
| ---------------------------------------------------------- | ------------------------ | --- | -------- | ---- |
| Barbarastraße 2 52° 10′ 56″ N, 8° 8′ 28″ O                 | Kirche                   | Die katholische Pfarrkirche St. Barbara Wellendorf wurde aus Bruchstein 1922 bis 1924 nach den Entwürfen des Architekten Carl Kriege errichtet. | 33796642 | BW   |
| Düppelweg 2 52° 11′ 13″ N, 8° 10′ 50″ O                    | Speicher                 | Das 1744 errichtete zweigeschossige verputzte Gebäude aus Bruchstein, das um 1840 verlängert wurde, steht unter einem Satteldach | 33796674 | BW   |
| Düppelweg 2 52° 11′ 11″ N, 8° 10′ 52″ O                    | Wegekapelle              | 1752 wurde die Kapelle auf dem Hof Meyer zu Bergsten aus Bruch- und Sandstein errichtet. | 33796658 | BW   |
| Düppelweg 5 52° 10′ 56″ N, 8° 10′ 54″ O                    | Wohn-/Wirtschaftsgebäude | 1879 errichtetes Vierständer-Hallenhaus des Hofs Twellmeyer unter einem Satteldach. | 33796690 | BW   |
| Ernst-August-Straße 19 52° 10′ 58″ N, 8° 8′ 37″ O          | Wohn-/Wirtschaftsgebäude | 1855 wurde das Vierständer-Hallenhaus als Heuerhaus für den Hof Rottmann errichtet. Der Wirtschaftsgiebel kragt einfach hervor. | 33796706 | BW   |
| Hauptstraße 19 52° 11′ 26″ N, 8° 11′ 4″ O                  | Gasthaus                 | 1864 wurde das zweigeschossige Gasthaus mit verputztem Bruchstein auf einem Sockelgeschoss und unter einem Satteldach errichtet. | 33796757 | BW   |
| Hauptstraße 21 52° 11′ 26″ N, 8° 11′ 6″ O                  | Kirche                   | Die katholische Kirche St. Pankratius in Borgloh wurde als Saalbau vermutlich um 1750, jedenfalls im 18. Jahrhundert, errichtet. Der Turm ist auf den Resten des Vorgängers 1754 erbaut worden. 1938 bis 1939 wurde die Vorhalle neugestaltet. Die Ausstattung kann weitgehend dem 18. Jahrhundert zugeordnet werden. | 33796773 | BW   |
| Hauptstraße 24 52° 11′ 24″ N, 8° 11′ 5″ O                  | Gasthaus                 | Das zweigeschossige Gebäude stammt aus dem Jahre 1864. 1900 wurde ein Wirtschaftsflügel angebaut und 1925 das Geschoss erhöht und ein Treppengiebel angebaut. Beide Flügel stehen unter Satteldächern. | 33796788 | BW   |
| Holter Straße / Uphöfener Feld 52° 11′ 29″ N, 8° 11′ 36″ O | Wegekapelle              | 1882 wurde die mit einer Mauer und schmiedeeisernen Zaun eingefasste Kapelle aus Sandstein errichtet. Hinter der Kapelle steht ein mächtiger Baum. | 33796871 | BW   |
| Iburger Straße 52° 11′ 14″ N, 8° 8′ 55″ O                  | Förderturm               | Die Zeche Kronprinz wurde 1840 eröffnet. 1889 wurde die Zeche wegen Unwirtschaftlichkeit geschlossen. 2007 wurde der wohl um 1880 errichtete Förderturm transloziert (vormals Schluchtweg 6). | 35490730 | BW   |
| Rothenfelder Straße 9 52° 11′ 35″ N, 8° 8′ 8″ O            | Kapelle                  | 1888 wurde die Kapelle auf dem Georgsschacht als Saalbau unter einem Satteldach mit einem Dachreiter errichtet. Der Georgsschacht war 1880 geschlossen worden. | 33796836 | BW   |
| Uphöfener Feld 4 52° 11′ 24″ N, 8° 11′ 39″ O               | Speicher                 | 1792 wurde der zweigeschossige Fachwerkspeicher für den Hof Peistrup errichtet. | 33796888 | BW   |
| Zur Spitze 52° 11′ 18″ N, 8° 11′ 24″ O                     | Wegekapelle              | 1830 wurde die Kapelle aus Bruchstein errichtet. | 33796935 | BW   |

### Ehemalige Baudenkmale
| Lage                                              | Bezeichnung              | Beschreibung | ID       | Bild |
| ------------------------------------------------- | ------------------------ | --- | -------- | ---- |
| Am Thie 3 52° 11′ 27″ N, 8° 11′ 9″ O              | Wohnhaus                 | 1782 ursprünglich erbautes, 1860 erweitertes zweigeschossiges Gebäude. Wegen seiner Veränderungen seit 1980 nicht mehr im Denkmalverzeichnis geführt. | 35502509 | BW   |
| Düppelweg 4A 52° 11′ 6″ N, 8° 10′ 40″ O           | Wohn-/Wirtschaftsgebäude | 1860 wurde das Vierständer-Hallenhaus als Heuerhaus für den Hof Gersmann unter einem Satteldach errichtet. Dabei wurden Bauteile eines Zweiständergebäudes oder einer Scheune von 1738 verwendet. Wegen der Veränderungen wurde das Gebäude ab 1984 nicht mehr im Denkmalverzeichnis geführt.       | 35513511 | BW   |
| Eppendorfer Straße 12 52° 11′ 33″ N, 8° 10′ 52″ O | Hofanlage                | Die Hofanlage Wellendorf besteht aus einem Wohn-/Wirtschaftsgebäude von 1860, einer Scheune von 1870 und einem Stallneubau aus den 1960er Jahren. Wegen der Veränderungen wurde die Anlage 1985 nicht mehr im Denkmalverzeichnis geführt.                                                           | 47533956 | BW   |
| Erichshöhe 1A 52° 11′ 9″ N, 8° 9′ 28″ O           | Wohn-/Wirtschaftsgebäude | Das Dreiständer-Hallenhaus wurde 1746 als Heuerhaus für den Hof Rottmann errichtet. 1985 wurde das Gebäude wegen der Veränderungen zum Wohnhaus hin nicht mehr im Denkmalverzeichnis geführt. | 35132959 | BW   |
| Iburger Straße 1 52° 11′ 19″ N, 8° 10′ 48″ O      | Wohn-/Wirtschaftsgebäude | Das 1783 für den Hof Bergstermann errichtete Vierständer-Hallenhaus steht unter einem Satteldach. 1975 wurde ein Wohnhaus angesetzt. Wegen der Veränderungen wurde das Gebäude 1985 nicht mehr im Denkmalverzeichnis geführt.                                                                       | 48495411 | BW   |
| Iburger Straße 20 52° 11′ 21″ N, 8° 9′ 47″ O      | Wohnhaus                 | 1880 wurde das anderthalbgeschossige (in der Mitte zweigeschossige) Gebäude als Doppelwohnhaus mit Ställen unter einem Satteldach für Mitarbeiter des Ernst-August-Schachts errichtet. Die baulichen Veränderungen führten dazu, dass das Gebäude 2007 aus dem Denkmalverzeichnis gestrichen wurde. | 33796804 | BW   |
| Kirchstraße 2 52° 11′ 28″ N, 8° 11′ 8″ O          | Wohn-/Wirtschaftsgebäude | 1844 wurde das Fachwerkgebäude unter einem Krüppelwalmdach errichtet. 1980 erfolgte ein Anbau. Genutzt wird es für die Volksbank. Durch die Veränderungen wurde das Gebäude seit 2007 nicht mehr im Denkmalverzeichnis geführt.                                                                     | 33796627 | BW   |
| Kirchstraße 29 52° 11′ 46″ N, 8° 10′ 48″ O        | Wohn-/Wirtschaftsgebäude | 1888 wurde das Dreiständer-Hallenhaus als Heuerhaus für den Hof Bohrmann errichtet. 2007 wurde das Gebäude wegen der Veränderungen aus dem Denkmalverzeichnis entfernt. | 33796820 | BW   |
| Rote Heide 1 52° 10′ 31″ N, 8° 9′ 20″ O           | Scheune                  | 1770 wurde das Dreiständer-Hallenhaus errichtet, aber wohl zu einem späteren Zeitpunkt hier auf den Hof Rasfeld versetzt. 1985 wurde das Gebäude wegen der Veränderungen nicht mehr im Denkmalverzeichnis geführt.                                                                                  | 35513477 | BW   |
| Schluchtweg 52° 10′ 31″ N, 8° 9′ 20″ O            | Förderturm               | Für die Zeche „Kronprinz“ wurde der Förderturm errichtet, allerdings 2007 transloziert. Damit wurde die Denkmaleigenschaft beseitigt und der Förderturm aus dem Denkmalverzeichnis entfernt. | 33796853 | BW   |
| Zum Gersberg 52° 10′ 54″ N, 8° 10′ 8″ O           | Stollenöffnung           | Für den Stollen am Gersberg wurde hier eine Öffnung mit Bruchsteinen verkleidet. Die rundbogige Öffnung wurde 1982 wieder im Denkmalverzeichnis gestrichen. | 35133438 | BW   |

## Ebbendorf

### Gruppe: Haus Borgloh
Die Gruppe „Haus Borgloh“ umfasst die dreiseitige Gutsanlage des Ende des 18. Jahrhunderts. Die Gruppe hat die ID 35122714.

| Lage                                            | Bezeichnung | Beschreibung | ID       | Bild |
| ----------------------------------------------- | ----------- | --- | -------- | ---- |
| Ebbendorfer Straße 18 52° 12′ 2″ N, 8° 10′ 4″ O | Herrenhaus  | Das eingeschossige Herrenhaus aus Bruchstein steht unter einem Halbwalmdach und zeigt über der Tür einen Wappenstein mit der Inschrift 1780. Der Kamin besteht aus Spolien des Jahres 1583.                               | 33796967 | BW   |
| Ebbendorfer Straße 18 52° 12′ 2″ N, 8° 10′ 3″ O | Scheune     | Die verputzte Scheune aus Bruchstein mit Quereinfahrt unter einem Halbwalmdach wurde Ende des 18. Jahrhunderts errichtet.                                                                                                 | 35122593 | BW   |
| Ebbendorfer Straße 18 52° 12′ 1″ N, 8° 10′ 5″ O | Torhaus     | Das Torhaus wurde als verputztes Gebäude aus Bruchstein mit Querdurchfahrt und Hofeinfahrt unter einem Halbwalmdach Ende des 18. Jahrhunderts errichtet.                                                                  | 35122628 | BW   |
| Ebbendorfer Straße 18 52° 12′ 1″ N, 8° 10′ 2″ O | Einfriedung | Die Hofanlage wird durch eine Bruchsteinmauer, die von einem alten Baumbestand gesäumt wird, eingefriedet. Die Einfahrt wird durch zwei Torpfosten aus Sandstein mit aufgesetzten Urnen und der Inschrift 1780 gestaltet. | 35122654 | BW   |

### Gruppe: Hof Meyer zum Alten Borgloh
Die Gruppe „Hof Meyer zum Alten Borgloh“ umfasst die Hofanlage aus der Mitte des 19. Jahrhunderts mit dem älteren Speicher und modernen Bauten. Die Gruppe hat die ID 35123303.

| Lage                                          | Bezeichnung              | Beschreibung | ID       | Bild |
| --------------------------------------------- | ------------------------ | --- | -------- | ---- |
| Im Alten Borgloh 2 52° 11′ 57″ N, 8° 11′ 8″ O | Wohn-/Wirtschaftsgebäude | Das Vierständer-Hallenhaus wurde 1869 erbaut und 1883 erweitert. Der Wirtschaftsgiebel kragt dreifach, der Wohngiebel zweifach vor. | 33797013 |      |
| Im Alten Borgloh 2 52° 11′ 57″ N, 8° 11′ 5″ O | Stall                    | Stall und/oder Scheune wurden um 1950 aus Backsteinen errichtet.                                                                    | 48550359 | BW   |
| Im Alten Borgloh 2 52° 11′ 56″ N, 8° 11′ 4″ O | Wagenschauer             | Der Wagenschauer wurde im 19. Jahrhundert als Fachwerkbau mit Quereinfahrten errichtet.                                             | 33797687 | BW   |
| Im Alten Borgloh 2 52° 11′ 56″ N, 8° 11′ 8″ O | Speicher                 | 1742 wurde der zweigeschossige Fachwerkspeicher unter einem Satteldach errichtet.                                                   | 33797671 | BW   |
| Im Alten Borgloh 52° 11′ 56″ N, 8° 11′ 1″ O   | Wegekapelle              | 1890 wurde die neogotische Kapelle aus Backstein errichtet.                                                                         | 33797719 | BW   |
| Im Alten Borgloh 2 52° 11′ 56″ N, 8° 11′ 1″ O | Einfriedung              | Die Bruchsteinmauer, die den Hof im Westen und Norden einfasst, wird von Bäumen begleitet.                                          | 33797703 | BW   |

### Einzeldenkmale
| Lage                                         | Bezeichnung              | Beschreibung | ID       | Bild |
| -------------------------------------------- | ------------------------ | --- | -------- | ---- |
| Brookweg 5 52° 12′ 17″ N, 8° 8′ 24″ O        | Wohn-/Wirtschaftsgebäude | Das Zweiständer-Hallenhaus wurde 1788 für den Hof Grevendieck errichtet. Der Wirtschaftsgiebel kragt dreifach, der Wohngiebel zweifach vor.                 | 33796951 | BW   |
| Goldbreede 1 52° 11′ 48″ N, 8° 11′ 42″ O     | Wohn-/Wirtschaftsgebäude | Das Vierständer-Hallenhaus wurde 1843 als Heuerhaus für den Hof Meyer zum alten Borgloh errichtet. Wohn- und Wirtschaftsgiebel kragen jeweils zweifach vor. | 33797029 | BW   |
| Großer Kamp 2 52° 12′ 17″ N, 8° 9′ 6″ O      | Speicher                 | Der zweigeschossige Speicher wurde 1796 mit einem Tonnengewölbe aus Bruchstein im Erdgeschoss und in Fachwerk im Obergeschoss ausgeführt.                   | 33796983 | BW   |
| Zur Wolfsquelle 1 52° 11′ 54″ N, 8° 9′ 41″ O | Wohn-/Wirtschaftsgebäude | Das Dreiständer-Hallenhaus wurde 1757 für den Hof Thymeyer errichtet. Wohn- und Wirtschaftsgiebel kragen jeweils zweifach vor.                              | 33797045 | BW   |

### Ehemalige Baudenkmale
| Lage                                          | Bezeichnung              | Beschreibung | ID       | Bild |
| --------------------------------------------- | ------------------------ | --- | -------- | ---- |
| Am Eggebrink 6 52° 11′ 55″ N, 8° 8′ 52″ O     | Hofanlage                | Die Hofanlage mit einem Vierständer-Hallenhaus als Wohn-/Wirtschaftsgebäude, Stall, Wagenschauer und Speicher wurde von einer Bruchsteinmauer eingefasst. Wegen der Veränderungen wurde die Anlage ab 1985 nicht mehr im Denkmalverzeichnis geführt. | 48504033 | BW   |
| Großer Kamp 2 52° 12′ 18″ N, 8° 9′ 6″ O       | Wohn-/Wirtschaftsgebäude | Das Dreiständer-Hallenhaus wurde im frühen 18. Jahrhundert unter einem Satteldach für den Hof Gervelmeyer oder Eickhorst (?) errichtet. 1985 wurde das Gebäude abgebrochen und aus dem Denkmalverzeichnis gestrichen.                                | 33796997 | BW   |
| Großer Kamp 2 52° 12′ 18″ N, 8° 9′ 7″ O       | Backhaus                 | Das Backhaus aus Fachwerk wurde für den Hof Eickhorst errichtet. 1985 wurde das Gebäude wegen der Veränderungen aus dem Denkmalverzeichnis gestrichen.                                                                                               | 48504661 | BW   |
| Im Alten Borgloh 6 52° 12′ 5″ N, 8° 11′ 12″ O | Wohn-/Wirtschaftsgebäude | 1888 wurde das Gebäude aus verputztem Bruchstein unter einem Satteldach für den Bauer Becker und seine Frau auf dem Wamhof, später Knemeyer, errichtet. 1985 wurde es wegen der Veränderungen nicht mehr im Denkmalverzeichnis geführt.              | 48550438 | BW   |
| Zur Horst 1 52° 12′ 17″ N, 8° 10′ 50″ O       | Wohn-/Wirtschaftsgebäude | Das hallenhausähnliche Gebäude aus Bruchstein wurde 1910 unter einem Satteldach errichtet. Wegen der Veränderungen erfolgte eine Streichung aus dem Denkmalverzeichnis 1985.                                                                         | 48550472 | BW   |

## Eppendorf

### Gruppe: Wassermühle Bruchbach
Die Gruppe „Wassermühle Bruchbach“ besteht aus der Mühle und der Scheune sowie dem Mühlbach und Mühlteich. Sie gehörte früher zum Hof Schlye. Das Gebäude des Müllers wurde zwischen 1920 und 1930 errichtet und 1960 umgebaut. Die Gruppe hat die ID 35129094.

| Lage                                       | Bezeichnung | Beschreibung | ID       | Bild |
| ------------------------------------------ | ----------- | --- | -------- | ---- |
| Am Bruchbach 1 52° 10′ 30″ N, 8° 11′ 42″ O | Mühle       | 1870 wurde die Wassermühle in Fachwerk mit hölzernem Mühlrad auf einem Bruchsteinsockel errichtet. 1930 wurde eine Erweiterung aus Backstein hinzugefügt. | 33797061 | BW   |
| Am Bruchbach 1 52° 10′ 30″ N, 8° 11′ 41″ O | Scheune     | Die Fachwerkscheune wurde 1880 unter einem Satteldach errichtet.                                                                                          | 35128972 | BW   |

### Gruppe: Hof Bischof
Die Gruppe „Hof Bischof“ umfasst die mit einer Bruchsteinmauer eingefasste Hofanlage aus Wohn-/Wirtschaftsgebäude, Stall, Scheune, Wirtschaftsgebäude und Wagenschauer. Die Anlage wird heute als Hotelanlage mit Gestüt genutzt. Die Gruppe hat die ID 35125920.

| Lage                                       | Bezeichnung              | Beschreibung                                                                                      | ID       | Bild |
| ------------------------------------------ | ------------------------ | ------------------------------------------------------------------------------------------------- | -------- | ---- |
| Am Bruchbach 2 52° 10′ 14″ N, 8° 11′ 45″ O | Wohn-/Wirtschaftsgebäude | Das Vierständer-Hallenhaus mit Bruchsteinaußenmauern wurde 1905 unter einem Satteldach errichtet. | 33797078 | BW   |
| Am Bruchbach 2 52° 10′ 14″ N, 8° 11′ 44″ O | Scheune                  | Die Scheune aus Bruchstein von 1905 steht unter einem Satteldach.                                 | 33797735 | BW   |
| Am Bruchbach 2 52° 10′ 14″ N, 8° 11′ 44″ O | Stall                    | 1905 wurde der Stall aus Bruchstein unter einem Satteldach errichtet.                             | 33797751 | BW   |
| Am Bruchbach 2 52° 10′ 14″ N, 8° 11′ 46″ O | Wirtschaftsgebäude       | 1905 wurde das Wirtschaftsgebäude aus Bruchstein unter einem Satteldach errichtet.                | 33797767 | BW   |
| Am Bruchbach 2 52° 10′ 13″ N, 8° 11′ 45″ O | Wagenschauer/Remise      | 1905 wurde der Wagenschauer aus Bruchstein unter einem Satteldach errichtet.                      | 33797783 | BW   |

### Gruppe: Hof Brinkmann
Die Gruppe „Hof Brinkmann“ (ursprünglich Ufm Brinke) umfasst neben dem Wohn-/Wirtschaftsgebäude und einer Scheune. Die Gruppe hat die ID 35129944.

| Lage                                                 | Bezeichnung              | Beschreibung | ID       | Bild |
| ---------------------------------------------------- | ------------------------ | --- | -------- | ---- |
| Heinrich-Lepper-Straße 4 52° 10′ 36″ N, 8° 11′ 23″ O | Wohn-/Wirtschaftsgebäude | 1808 wurde das Dreiständer-Hallenhaus unter einem Satteldach errichtet. Der Wohn- und der Wirtschaftsgiebel kragen jeweils zweifach vor. Ende des 19. Jahrhunderts wurde ein Stallflügel angebaut. | 33797174 | BW   |
| Heinrich-Lepper-Straße 4 52° 10′ 35″ N, 8° 11′ 23″ O | Scheune                  | 1840 errichtete Fachwerkscheune mit einer Längsdurchfahrt unter einem Satteldach. | 33797799 | BW   |

### Einzeldenkmale
| Lage                                              | Bezeichnung              | Beschreibung | ID       | Bild |
| ------------------------------------------------- | ------------------------ | --- | -------- | ---- |
| Am Bruchbach 7 52° 10′ 6″ N, 8° 12′ 2″ O          | Wohn-/Wirtschaftsgebäude | Das Vierständer-Hallenhaus wurde als Heuerhaus für den Hof Menke 1893 errichtet. | 33797094 | BW   |
| Am Weinberg 15 52° 10′ 42″ N, 8° 10′ 22″ O        | Wohn-/Wirtschaftsgebäude | Das Dreiständer-Hallenhaus wurde als Heuerhaus für den Hof Im Hagen ursprünglich 1750 errichtet und 1888 erheblich verändert. Der Wirtschaftsgiebel kragt zweifach vor.                                               | 33797110 | BW   |
| Borgloher Straße 18 52° 10′ 13″ N, 8° 10′ 34″ O   | Wohn-/Wirtschaftsgebäude | Das Vierständer-Hallenhaus wurde 1896 für den Hof Bextermann mit Außenwänden aus Bruchstein errichtet. | 33797126 | BW   |
| Borgloher Straße 20 52° 10′ 21″ N, 8° 10′ 31″ O   | Wohn-/Wirtschaftsgebäude | Das Vierständer-Hallenhaus wurde 1899 für den Hof Schütte unter einem Satteldach errichtet. | 33797142 | BW   |
| Borgloher Straße 52° 10′ 35″ N, 8° 11′ 1″ O       | Wohn-/Wirtschaftsgebäude | Das Vierständer-Hallenhaus wurde 1869 als Heuerhaus für den Hof Wismann unter einem Satteldach errichtet. | 33797158 | BW   |
| Taubenbreite 1 52° 10′ 26″ N, 8° 11′ 28″ O        | Scheune                  | Die 1743 für den Hof Deitemeyer (oder Deitingmeyer) errichtete Fachwerkscheune mit zwei Längsdurchfahrten wurde 1982/1983 hierher transloziert.                                                                       | 33797223 | BW   |
| Vessendorfer Straße 4 52° 10′ 39″ N, 8° 11′ 51″ O | Wohn-/Wirtschaftsgebäude | 1782 wurde das Vierständer-Hallenhaus für den Hof Wiedtbrock errichtet. Der Wirtschaftsgiebel kragt zweifach vor. Das sog. Kammerfach wurde durch ein zweigeschossiges Wohnhaus unter einem Walmdach um 1930 ersetzt. | 33797190 | BW   |
| Zum Rehagen 6 52° 9′ 30″ N, 8° 11′ 26″ O          | Wohn-/Wirtschaftsgebäude | Das Dreiständer-Hallenhaus wurde als Heuerhaus für den Hof Meyer zu Eppendorf 1819 errichtet. Ende des 19. Jahrhunderts erfolgte ein Anbau.                                                                           | 33797207 | BW   |

### Ehemalige Baudenkmale
| Lage                                            | Bezeichnung              | Beschreibung | ID       | Bild |
| ----------------------------------------------- | ------------------------ | --- | -------- | ---- |
| Am Bruchbach 3 52° 10′ 17″ N, 8° 11′ 51″ O      | Wohn-/Wirtschaftsgebäude | 1905 errichtetes Gebäude aus Ziegelsteinen. Wegen der Veränderungen 1985 nicht mehr im Denkmalverzeichnis geführt. | 48559503 | BW   |
| Am Bruchbach 11 52° 9′ 48″ N, 8° 11′ 42″ O      | Wohn-/Wirtschaftsgebäude | Das 1820 als Vierständer-Hallenhaus errichtete Heuerhaus wurde zu einem Wochenendhaus umgebaut und 1985 wegen der Veränderungen aus dem Denkmalverzeichnis gestrichen.                                                                  | 48559570 | BW   |
| Borgloher Straße 26 52° 10′ 42″ N, 8° 10′ 50″ O | Hofanlage                | Die Hofanlage Niendiek besteht aus einem Wohn-/Wirtschaftsgebäude von 1849, einer Scheune von 1920, einem Stall von 1893 und einem Fachwerk-Wagenschauer. 1985 wurde sie wegen der Veränderungen aus dem Denkmalverzeichnis gestrichen. | 48569123 | BW   |
| Zum Rehagen 1 52° 9′ 50″ N, 8° 10′ 33″ O        | Wohn-/Wirtschaftsgebäude | Das um 1820 errichtete Dreiständer-Hallenhaus wurde seit 2008 wegen der Veränderungen (Umbau Wohnhaus) nicht mehr als Denkmal im Verzeichnis geführt.                                                                                   | 37325139 | BW   |
| Zur Auheide 7 52° 10′ 12″ N, 8° 11′ 16″ O       | Wohn-/Wirtschaftsgebäude | 1829 war das Vierständer-Hallenhaus errichtet, jedoch seit 1985 wegen der Veränderungen nicht mehr im Denkmalverzeichnis geführt worden.                                                                                                | 37099891 | BW   |
| Zur Auheide 15 52° 9′ 40″ N, 8° 11′ 6″ O        | Hofanlage                | Die Hofanlage Meyer besteht aus einem mit einer Bruchsteinmauer eingefassten Hof von 1768. 1985 wurde sie wegen der Veränderungen aus dem Denkmalverzeichnis gestrichen.                                                                | 48617880 | BW   |

## Hankenberge

### Gruppe: Brennerei Dütemeier
Die Gruppe „Brennerei Dütemeier“ umfasst neben der Brennerei das Wohn-/Wirtschaftsgebäude. Die Gruppe hat die ID 33805443.

| Lage                                             | Bezeichnung              | Beschreibung | ID       | Bild |
| ------------------------------------------------ | ------------------------ | --- | -------- | ---- |
| Osnabrücker Straße 36 52° 10′ 43″ N, 8° 8′ 39″ O | Wohn-/Wirtschaftsgebäude | 1830 wurde das Querdielenhaus mit einer Unterkellerung und Zwerchhaus zur Vorder- und Rückseite errichtet.                                       | 33797316 | BW   |
| Osnabrücker Straße 36 52° 10′ 41″ N, 8° 8′ 39″ O | Brennerei                | Zwischen 1880 und 1890 wurde das zweieinhalbgeschossige Gebäude aus Backstein auf einem Sockelgeschoss mit einem Schornstein im Süden errichtet. | 33797332 | BW   |

### Gruppe: Hof Tepe
Die Gruppe „Hof Tepe“ besteht neben dem Wohn-/Wirtschaftsgebäude aus zwei Scheunen. Die Gruppe hat die ID 33803741.

| Lage                                            | Bezeichnung              | Beschreibung | ID       | Bild |
| ----------------------------------------------- | ------------------------ | --- | -------- | ---- |
| Osnabrücker Straße 22a 52° 9′ 55″ N, 8° 9′ 2″ O | Wohn-/Wirtschaftsgebäude | Das Vierständer-Hallenhaus wurde 1863 errichtet. Ein zweigeschossiger Anbau wurde um 1900 rechtwinklig errichtet. Der Wirtschaftsgiebel kragt einfach vor. | 33797301 | BW   |
| Osnabrücker Straße 22a 52° 9′ 56″ N, 8° 9′ 0″ O | Scheune                  | Die Scheune aus Bruchstein mit Quereinfahrten wurde um 1900 errichtet.                                                                                     | 33797946 | BW   |
| Osnabrücker Straße 22a 52° 9′ 57″ N, 8° 9′ 2″ O | Scheune                  | Die Fachwerkscheune mit Längsdurchfahrt wurde 1846 unter einem Satteldach errichtet.                                                                       | 33797931 | BW   |

### Einzeldenkmale
| Lage                                        | Bezeichnung              | Beschreibung | ID       | Bild |
| ------------------------------------------- | ------------------------ | --- | -------- | ---- |
| Borgloher Straße 3 52° 9′ 55″ N, 8° 9′ 2″ O | Wohn-/Wirtschaftsgebäude | Das Vierständer-Hallenhaus wurde 1882/1883 für den Hof Berger errichtet. Die Außenwände sind aus Bruchsteinmauerwerk.    | 33797237 | BW   |
| Eppendorfer Weg 1 52° 9′ 51″ N, 8° 9′ 9″ O  | Speicher                 | Der zweigeschossige Speicher aus Bruchstein wurde Anfang des 19. Jahrhunderts für den Hof Radebrock errichtet.           | 33797269 | BW   |
| Eppendorfer Weg 52° 9′ 53″ N, 8° 9′ 5″ O    | Brücke                   | Dreibogige Ziegelbrücke über die Bahnstrecke Brackwede–Osnabrück (1886).                                                 | 32851213 | BW   |
| Im Sauerland 26a 52° 9′ 36″ N, 8° 10′ 19″ O | Wohn-/Wirtschaftsgebäude | Das um 1700 für den Hof Jäger errichtete Zweiständer-Hallenhaus wurde 1788 verlängert.                                   | 33797285 | BW   |
| Zum Limberg 8a 52° 10′ 16″ N, 8° 8′ 7″ O    | Wohn-/Wirtschaftsgebäude | Um 1900 wurde das aus Backsteinen errichtete Gebäude als Doppelheuerhaus mit zwei Querdielen für den Hof Ohntrup erbaut. | 33797348 | BW   |

### Ehemalige Baudenkmale
| Lage                                                  | Bezeichnung              | Beschreibung | ID       | Bild |
| ----------------------------------------------------- | ------------------------ | --- | -------- | ---- |
| Am Bahndamm 2 52° 10′ 32″ N, 8° 8′ 55″ O              | Hofanlage                | Die Hofanlage Störtländer besteht neben dem Wohn-/Wirtschaftsgebäude aus Stall und Scheune. Wegen der Veränderungen wurde die Anlage ab 1985 nicht mehr im Denkmalverzeichnis geführt.                                                     | 48375316 | BW   |
| Borgloher Straße 7 52° 9′ 47″ N, 8° 9′ 49″ O          | Wohn-/Wirtschaftsgebäude | Das Vierständer-Hallenhaus wurde 1881 für den Hof Krampe errichtet. Wegen der Veränderungen wurde das Gebäude aus dem Denkmalverzeichnis entfernt.                                                                                         | 35494540 | BW   |
| Borgloher Straße 9 52° 9′ 55″ N, 8° 10′ 5″ O          | Wohn-/Wirtschaftsgebäude | Das Dreiständer-Hallenhaus wurde 1757 in Wellingholzhausen errichtet und als Heuerhaus 1992 hierher transloziert. Da die Translozierung nicht denkmalgerecht erfolgte, wurde das Gebäude 1992 aus dem Denkmalverzeichnis entfernt.         | 35132506 | BW   |
| Borgloher Straße 9 52° 9′ 55″ N, 8° 10′ 5″ O          | Speicher                 | Der zweigeschossige Fachwerkspeicher wurde 1790 in Glane errichtet und 1992 hierher transloziert. Da die Translozierung nicht denkmalgerecht erfolgte, wurde das Gebäude 1992 aus dem Denkmalverzeichnis entfernt.                         | 35132541 | BW   |
| Osnabrücker Straße 34, 34a 52° 10′ 36″ N, 8° 8′ 45″ O | Hofanlage                | Die Hofanlage Ohntrup besteht neben dem Wohn-/Wirtschaftsgebäude aus einer Werkstatt und einem Stall. Wegen der Veränderungen wurde die Anlage ab 1985 nicht mehr im Denkmalverzeichnis geführt.                                           | 48392736 | BW   |
| Osnabrücker Straße 55 52° 10′ 29″ N, 8° 8′ 45″ O      | Wohn-/Wirtschaftsgebäude | 1871 wurde das Vierständer-Hallenhaus für den Hof Störtländer errichtet. Wegen der Veränderungen wurde das Gebäude schon 1982 nicht mehr im Denkmalverzeichnis geführt.                                                                    | 35132577 | BW   |
| Osnabrücker Straße 52° 10′ 26″ N, 8° 8′ 46″ O         | Kilometerstein           | 1844 wurde an der Chaussee Osnabrück-Bielefeld (der B68, heute K347) der monolithische Kilometerstein (Kilometer 9,1). Der Kilometerstein wurde vor 2004 entfernt und damit aus dem Denkmalverzeichnis entfernt.                           | 35132731 | BW   |
| Zum Limberg 52° 10′ 9″ N, 8° 7′ 28″ O                 | Stollenöffnung           | Inzwischen verfüllt befand sich hier der 1872/1873 abgeteufte Karlsstollen der ehemaligen Zeche Hilterberg. 1903 wurde die Zeche und der Stollen geschlossen. Schon 1982 wurde das Mundloch nicht mehr als Denkmal im Verzeichnis geführt. | 35513971 | BW   |

## Uphöfen

### Gruppe: Wassermühle Klein Dratum
Die Gruppe „Wassermühle Klein Dratum“ besteht neben der Mühle aus Teich, Wehr und Brücke aus Bruchstein. Die Mühle bestand schon im 17. Jahrhundert. Ihr Betrieb wurde zunächst als Mahl-, dann zusätzlich als Sägemühle 1853 genutzt. Die Gruppe hat die ID 35132273.

| Lage                                        | Bezeichnung | Beschreibung | ID       | Bild |
| ------------------------------------------- | ----------- | --- | -------- | ---- |
| Holter Straße 2 52° 11′ 59″ N, 8° 12′ 17″ O | Mühle       | Die Mühle wurde als zweigeschossiges Bruchsteingebäude mit Mühlrad um 1850 errichtet und für das Mahlen für Öl und Getreide genutzt. | 33797412 | BW   |
| Holter Straße 2 52° 11′ 59″ N, 8° 12′ 16″ O | Mühle       | Die Sägemühle wurde als ein- und zweigeschossiger Bruchsteinbau 1853 errichtet.                                                      | 33797428 | BW   |
| Holter Straße 2 52° 11′ 59″ N, 8° 12′ 16″ O | Brücke      | Mitte des 19. Jahrhunderts wurde die Straßenbrücke aus Bruchstein über den hier für die Mühle genutzten Königsbach errichtet         | 33797444 | BW   |
| Holter Straße 2 52° 11′ 59″ N, 8° 12′ 16″ O | Wehr        | Das aus Bruchstein Mitte des 19. Jahrhunderts errichtete Wehr staut den Mühlenteich bzw. den Königsbach auf.                         | 33797459 | BW   |

### Gruppe: Hof Westermeyer
Vom Hof Westermeyer wurden nur noch der Speicher und die Wegekapelle im Denkmalverzeichnis erhalten. Die Scheune wurde später auch entfernt.

| Lage                                      | Bezeichnung | Beschreibung | ID       | Bild |
| ----------------------------------------- | ----------- | --- | -------- | ---- |
| Alt Uphöfen 9 52° 11′ 38″ N, 8° 12′ 43″ O | Scheune     | Die zwischen 1840 und 1845 errichtete Scheune mit einer Längsdurchfahrt wurde bereits 1982 wegen der Veränderungen aus dem Denkmalverzeichnis entfernt. | 35491170 | BW   |
| Alt Uphöfen 9 52° 11′ 39″ N, 8° 12′ 40″ O | Speicher    | Der zweigeschossige Fachwerkspeicher wurde 1849 errichtet.                                                                                              | 33797364 | BW   |
| Alt Uphöfen 9 52° 11′ 41″ N, 8° 12′ 38″ O | Wegekapelle | Zwischen 1910 und 1920 wurde die massive Kapelle auf dem Hofgelände unter einem Mansardwalmdach errichtet.                                              | 33797364 | BW   |

### Einzeldenkmale
| Lage                                        | Bezeichnung | Beschreibung | ID       | Bild |
| ------------------------------------------- | ----------- | --- | -------- | ---- |
| Alt-Uphöfen 11 52° 11′ 32″ N, 8° 13′ 0″ O   | Wegekapelle | 1837 oder 1857 wurde die massive Kapelle auf dem Hof Ostermeyer errichtet. Um die Kapelle sind mehrere Linden platziert. | 33797380 | BW   |
| Am Königsbach 2 52° 12′ 11″ N, 8° 11′ 46″ O | Wegekapelle | Die neogotische Kapelle wurde zwischen 1890 und 1900 aus Bruchstein auf dem Hof Maßmann errichtet.                       | 33797396 | BW   |

### Ehemalige Gruppe: Hof Hartmann
Die Gruppe „Hof Hartmann“ bestand aus einer dreiseitigen Hofanlage, die zwischen 1913 und 1925 aus Bruchstein errichtet und von einer Bruchsteinmauer und einem alten Baumbestand aus Eichen eingefasst wurde. Wegen der Veränderungen wurde die gesamte Hofanlage 1985 aus dem Denkmalverzeichnis gestrichen. Die Gruppe hatte die ID 35513385.

| Lage                                          | Bezeichnung        | Beschreibung                                                                                          | ID       | Bild |
| --------------------------------------------- | ------------------ | --- | -------- | ---- |
| Uphöfener Feld 8 52° 11′ 29″ N, 8° 12′ 13″ O  | Wohnhaus           | Das Wohnhaus wurde 1925 als zweigeschossiges Gebäude aus Bruchstein unter einem Satteldach errichtet. | 35513329 | BW   |
| Uphöfener Feld 8 52° 11′ 30″ N, 8° 12′ 12″ O  | Scheune            | Die Scheune wurde in Bruchstein unter einem Satteldach errichtet.                                     | 35513348 | BW   |
| Uphöfener Feld 8A 52° 11′ 30″ N, 8° 12′ 15″ O | Wirtschaftsgebäude | Das Wirtschaftsgebäude wurde in Bruchstein unter einem Satteldach errichtet.                          | 35513367 | BW   |

### Ehemaliges Denkmal
| Lage                                      | Bezeichnung              | Beschreibung | ID       | Bild |
| ----------------------------------------- | ------------------------ | --- | -------- | ---- |
| Klein Dratum 1 52° 12′ 5″ N, 8° 12′ 18″ O | Wohn-/Wirtschaftsgebäude | Um 1860 wurde das anderthalbgeschossige Vierständer-Hallenhaus mit Drempelgeschoss aus Bruchstein errichtet. Wegen der Veränderungen wurde das Gebäude 2007 aus dem Denkmalverzeichnis entfernt. | 33797474 | BW   |